# Анастасия Патрикия
Анастаси́я Патри́кия (ок. 510 года — ок. 576 года) — святая пустынница Александрийская. День памяти — 10 марта (23 марта).

## Жизнеописание
Св. Анастасия происходила из благородного византийского семейства. Красивая и образованная дама была украшением императорского двора. Рано овдовев, она сохраняла благочестие. Вскоре её без причины стала ревновать к супругу императрица Феодора, и св. Анастасия была вынуждена скрываться. Тайно наняв корабль и забрав часть принадлежавшего ей золота, оставив Константинополь, отплыла в Александрию. Там она основала близ Александрии монастырь, где и пребывала, в котором тихо проживала, занимаясь рукоделием. По кончине в 548 году императрицы, император Юстиниан I принялся разыскивать беглянку, ибо понимал, что лучшей жены ему не найти. Дабы избегнуть брака и возвращения к мирской суете, Анастасия отправилась в скит к авве Даниилу. Тот дал ей мужскую монашескую одежду и поместил её в отдалённую пещеру как евнуха Анастасия, скрыв от всех её истинное имя и положение в обществе. После 28 лет молитв и умерщвления плоти, св. Анастасия отошла ко Господу, перед тем написав на глиняном черепке записку авве Даниилу с сообщением о том, что скоро преставится. Тот провел с ней последние часы её жизни и похоронил перед входом в пещеру, где она подвизалась. Только после этого он раскрыл имя Анастасии и поведал историю её жизни.
Житие содержится среди текстов, объединяемых в «Житие аввы Даниила», и относится, предположительно, к VII веку.